# Valbuena de Duero
Valbuena de Duero è un comune spagnolo di 504 abitanti situato nella comunità autonoma di Castiglia e León.
Il monastero di Santa Maria di Valbuena, principale interesse della località, è sicuramente uno tra gli esempi più significativi dei primi insediamenti cistercensi in Spagna. Il 15 febbraio del 1143, durante il regno di Alfonso VII (1105 / +1157), la contessa Estefanía, nipote del conte Pedro Ansúrez fondatore e signore di Valladolid, fonda il monastero di Santa Maria di Valbuena. Sono queste le prime tracce riguardanti l'esistenza del monastero.
Attualmente è sede della Fondazione Las Edades del Hombre (http://www.lasedades.es) che inizia il suo corso nel 1988 nella Cattedrale di Valladolid con una ricca esposizione del patrimonio della Diocesi della Castiglia e Leòn ed ha, oltre al supporto di numerose associazioni e fondazioni culturali pubbliche e private, anche il patrocinio dell'UNESCO. Il principale scopo della fondazione è la conservazione, la promozione e la protezione del patrimonio culturale. Tale obiettivo si è concretizzato inizialmente proprio con l'efficace restauro del monastero, portato al suo iniziale splendore.
L'area, distante circa 35 km da Valladolid, è conosciuta anche per i vinos tintos delle sue bodegas con denominazione di origine di Ribera del Duero.